# Gjesdal
Gjesdal ist eine Kommune im norwegischen Fylke Rogaland. Die Kommune hat 12.536 Einwohner (Stand: 1. Januar 2025) und liegt südlich von Stavanger. Verwaltungssitz ist die Ortschaft Ålgård.

## Geografie

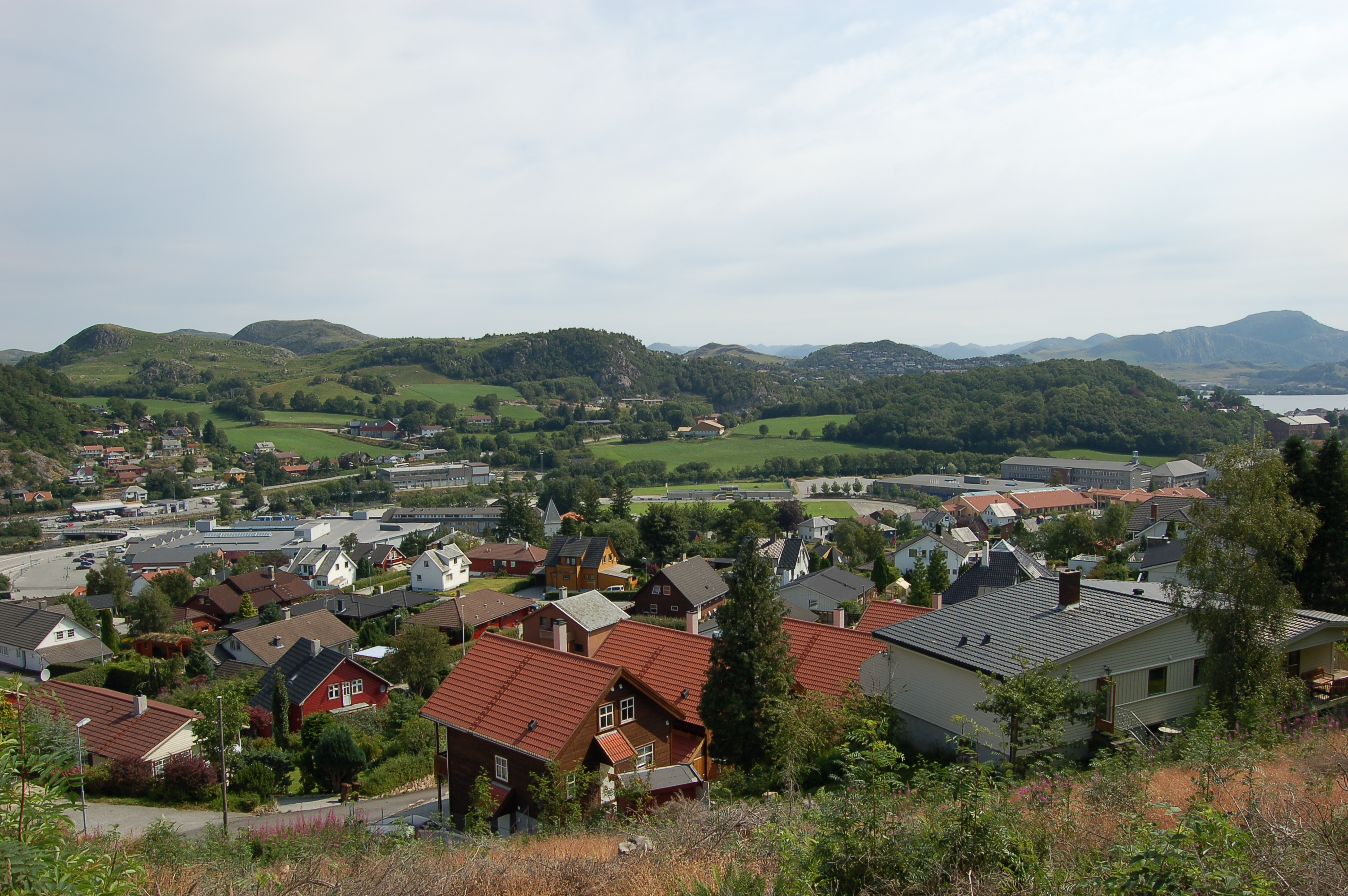
Blick auf Ålgård

Die Gemeinde grenzt an Sandnes im Norden, Sirdal im Osten, Bjerkreim im Süden und Time im Westen. Die Grenze zu Sirdal stellt zugleich die zwischen den Fylkern Rogaland und Agder dar. Das Stadtgebiet Stavanger/Sandnes liegt nordwestlich der Kommune. An der Nordwestgrenze liegt die Ortschaft Ålgård, das gemeinsam mit Figgjo in der Kommune Sandnes zusammengewachsen ist. In das Gemeindegebiet schneidet sich von Nordwesten kommend der Frafjord, der südliche Teil des Høgsfjords, ein. Der Frafjord wird auf dem Land vom Tal Frafjorddalen fortgesetzt. Durch das Tal fließt der Fluss Frafjordåna. In den Fjord mündet zudem die Dirdalsåna, die von Süden auf durch das Tal Dirdalen zum Fjord fließt. In der Kommune liegen mehrere Seen. Südlich von Ålgård befindet sich das Edlandsvatnet, südöstlich des Orts das Limavatnet. Im Südosten Gjesdals liegt unter anderem der See Stora Myrvatnet. Die Gesamtfläche der Kommune beträgt 617,98 km², wobei Binnengewässer zusammen 59,75 km² ausmachen.
Der Westen der Kommune liegt tiefer als der Osten. Im Osten erreicht das Gebiet Höhen von über 1000 moh. und das nordöstliche Areal geht in das Landschaftsschutzgebiet Frafjordheiane ein. Die Erhebung Strålaus stellt an der Nordostgrenze mit einer Höhe von 1141,63 moh. den höchsten Punkt der Kommune Gjesdal dar. Im Süden der Kommune liegt im Grenzbereich zu Bjerkreim im Tal Gloppedalen das Geröllfeld Gloppedalsura. Es ist eines der größten Skandinaviens und entstand, als Frost eine Felswand sprengte.

## Einwohner
Der Großteil der Einwohner lebt im Westen der Kommune. Im östlichen Gemeindegebiet sind vor allem einige Täler etwas dichter besiedelt. Unter anderem aufgrund der Nähe zu Stavanger und Sandnes stieg die Zahl der Einwohner mit der Zeit stark an. Gjesdal zählt zu den Kommunen mit der jüngsten Bevölkerung Norwegens. In der Gemeinde liegen mehrere sogenannte Tettsteder, also mehrere Ansiedlungen, die für statistische Zwecke als eine städtische Siedlung gewertet werden. Vollständig in Gjesdal liegen die Tettsteder Oltedal mit 1013 und Gilja mit 385 Einwohnern (Stand: 1. Januar 2024). Des Weiteren leben 9727 der insgesamt 12.003 Einwohner von Ålgård/Figgjo in der Kommune Gjesdal. Der Rest gehört zur Kommune Sandnes.
Die Einwohner der Gemeinde werden Gjesdalbu genannt. Gjesdal hat wie viele andere Kommunen der Provinz Rogaland weder Nynorsk noch Bokmål als offizielle Sprachform, sondern ist in dieser Frage neutral.
| Jahr          | 1986 | 1990 | 1995 | 2000 | 2005 | 2010   | 2015   | 2020   | 2025   |
| ------------- | ---- | ---- | ---- | ---- | ---- | ------ | ------ | ------ | ------ |
| Einwohnerzahl | 6238 | 7263 | 8148 | 8911 | 9273 | 10.208 | 11.600 | 12.002 | 12.536 |

## Geschichte

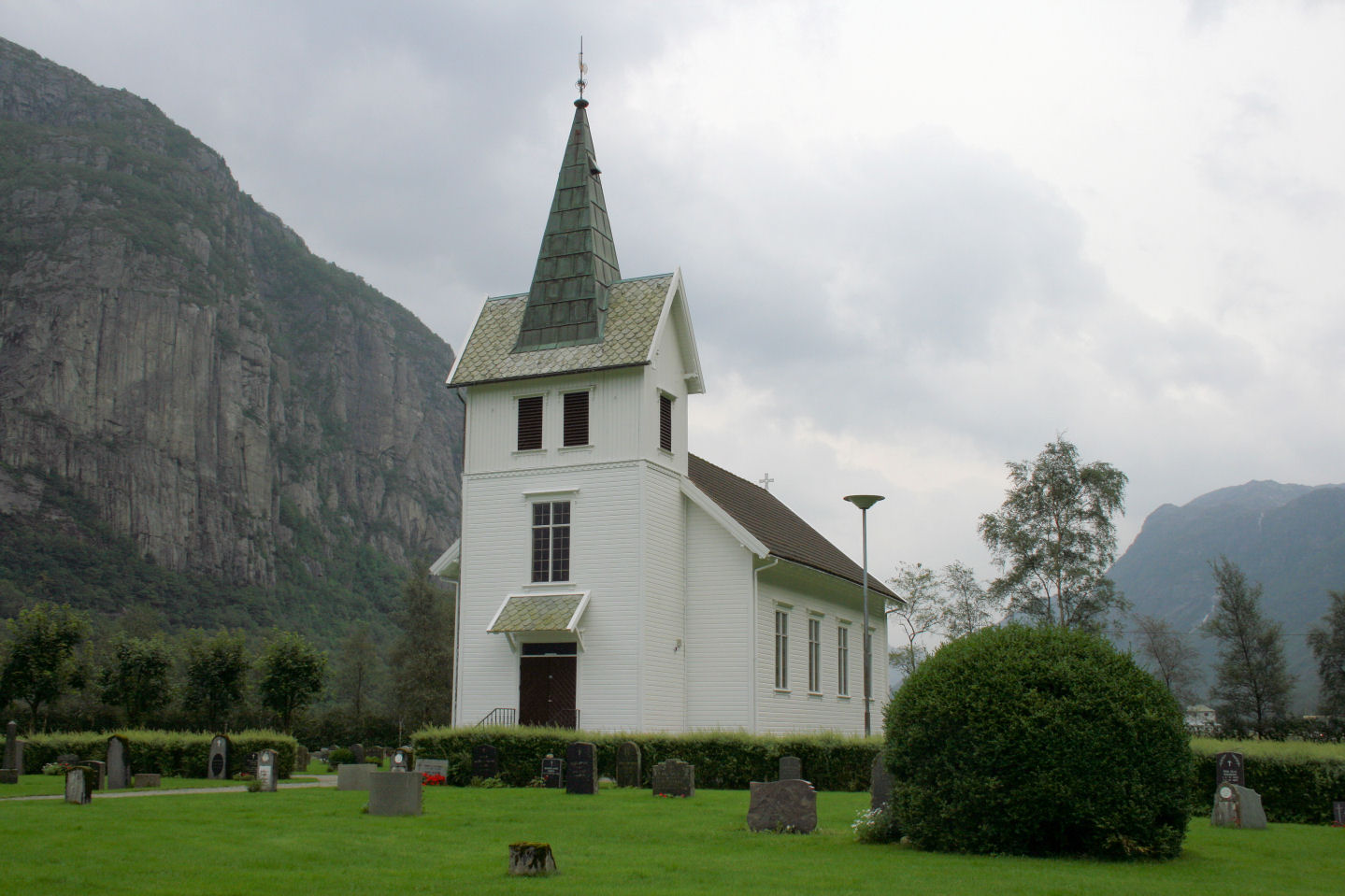
Dirdal kyrkje

Die Kommune Gjesdal wurde im Rahmen der Einführung der lokalen Selbstverwaltung im Jahr 1837 gegründet und 1911 in Gjestal umbenannt. Zum 1. Januar 1965 wurde ein von 40 Personen bewohntes Gebiet von Bjerkreim, ein von 37 Personen bewohntes Gebiet von Høle und ein von 621 Personen bewohntes Gebiet von Forsand nach Gjestal eingegliedert. Die Kommune erhielt in diesem Zug erneut Namen Gjesdal. Am 1. Januar 1970 wurde ein unbewohntes Areal von Time nach Gjesdal überführt, 1989 folgte von dort ein weiteres Gebiet.
In der Kommune liegen mehrere Kirchen. Die Gjesdal kyrkje ist eine Holzkirche aus dem Jahr 1848. Im Jahr 1903 fertiggestellt wurde die Dirdal kyrkje. Sie ist ebenfalls eine Holzkirche. Die Ålgård kirke hat einen fächerförmigen Grundriss und wurde 2015 fertiggestellt.

## Wirtschaft und Infrastruktur

### Verkehr
Durch den Westen der Kommune verläuft in Nord-Süd-Richtung die Europastraße 39 (E39). Die Straße führt durch die Ortschaft Ålgård und stellt in den Norden die Verbindung zu Sandnes und Stavanger her. Von der E39 zweigen in Gjesdal mehrere Straßen in den Osten und Westen ab. Ålgård war Endstation der Bahnstrecke Ganddal–Ålgård. Der Personenverkehr wurde 1955 eingestellt.

### Wirtschaft

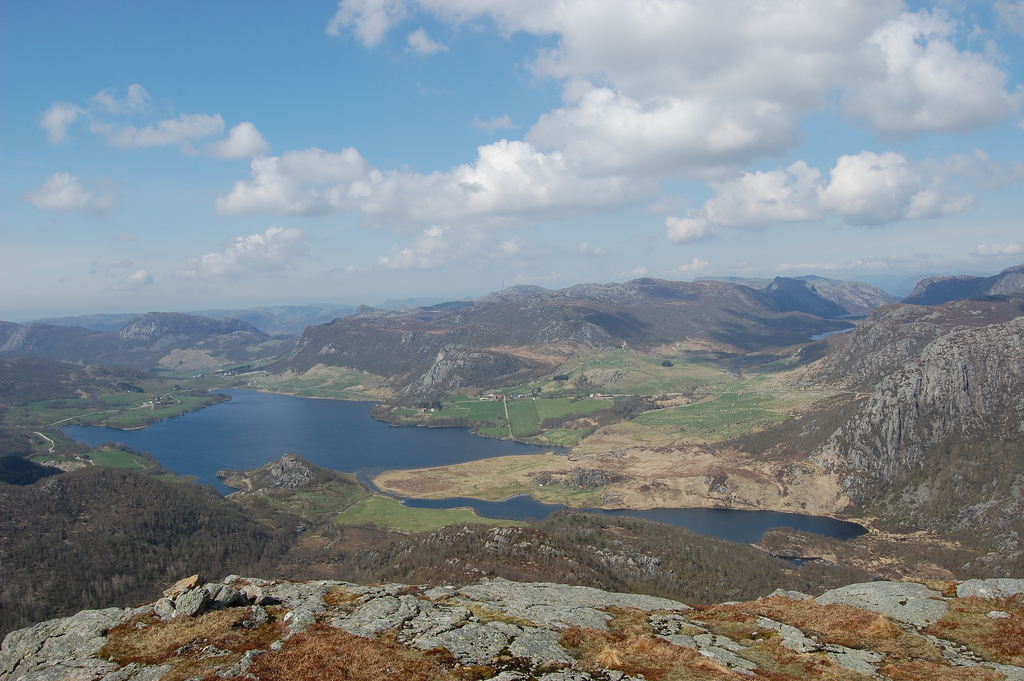
Madland und der See Madlandsvatnet

Im Bereich der Landwirtschaft ist vor allem die Haltung von Schafen und Rindern verbreitet. Die Schafe weiden sowohl im Osten der Kommune als auch außerhalb der Kommune. Für die Industrie ist die Holzverarbeitung von Bedeutung. In Gjesdal ist unter anderem ein Fensterproduzent angesiedelt. Des Weiteren ist unter anderem auch die Lebensmittelproduktion von wirtschaftlicher Bedeutung. Das Wintersportgebiet Madlandsfjellet gilt als das der Stadt Stavanger am nächsten gelegene. Es liegt westlich des Tals Dirdalen. Auch der in Ålgård gelegene Freizeitpark Kongeparken ist für den Tourismus von Bedeutung. Er ist der größte Freizeitpark der Region Vestlandet. Das größte Wasserkraftwerk der Kommune ist das 1930 in Betrieb genommene Kraftwerk Maudal. Es hatte zwischen 1981 und 2010 eine jährliche Durchschnittsproduktion von etwa 101 GWh. Im Jahr 2020 arbeiteten von etwa 6360 Arbeitstätigen nur zirka 2340 in Gjesdal selbst, über 1400 waren in Sandnes und etwa 980 in Stavanger tätig. Jeweils über 100 Personen pendelten auch in die Kommunen Sola, Klepp, Time und Hå.

## Wappen
Das seit 1985 offizielle Wappen der Kommune zeigt einen silbernen Widderkopf auf blauem Hintergrund. Das Wappen soll die Haltung von Schafen sowie die Textilproduktion und damit zwei traditionell wichtige Wirtschaftszweige darstellen.

## Persönlichkeiten
- Ole Ålgård (1921–1995), Diplomat
- Finn E. Kydland (* 1943), Ökonom
- Olaug Bollestad (* 1961), Politikerin und ehemalige Bürgermeisterin Gjesdals
- Leo Moracchioli (* 1978), Rockmusiker und Produzent